# Polinago
Polinago là một đô thị ở tỉnh Modena thuộc vùng Emilia-Romagna, có vị trí cách khoảng 50 km về phía tây nam của Bologna và khoảng 40 km về phía tây nam của Modena. Tại thời điểm ngày 31 tháng 12 năm 2004, đô thị này có dân số 1.862 người và diện tích 53,8 km².
Đô thị Polinago có các frazioni (đơn đơn vị cấp dưới, chủ yếu là các làng) Gombola, Brandola, Talbignano, S. Martino, và Cassano.
Polinago giáp các đô thị: Lama Mocogno, Palagano, Pavullo nel Frignano, Prignano sulla Secchia, Serramazzoni.

## Liên kết ngoài

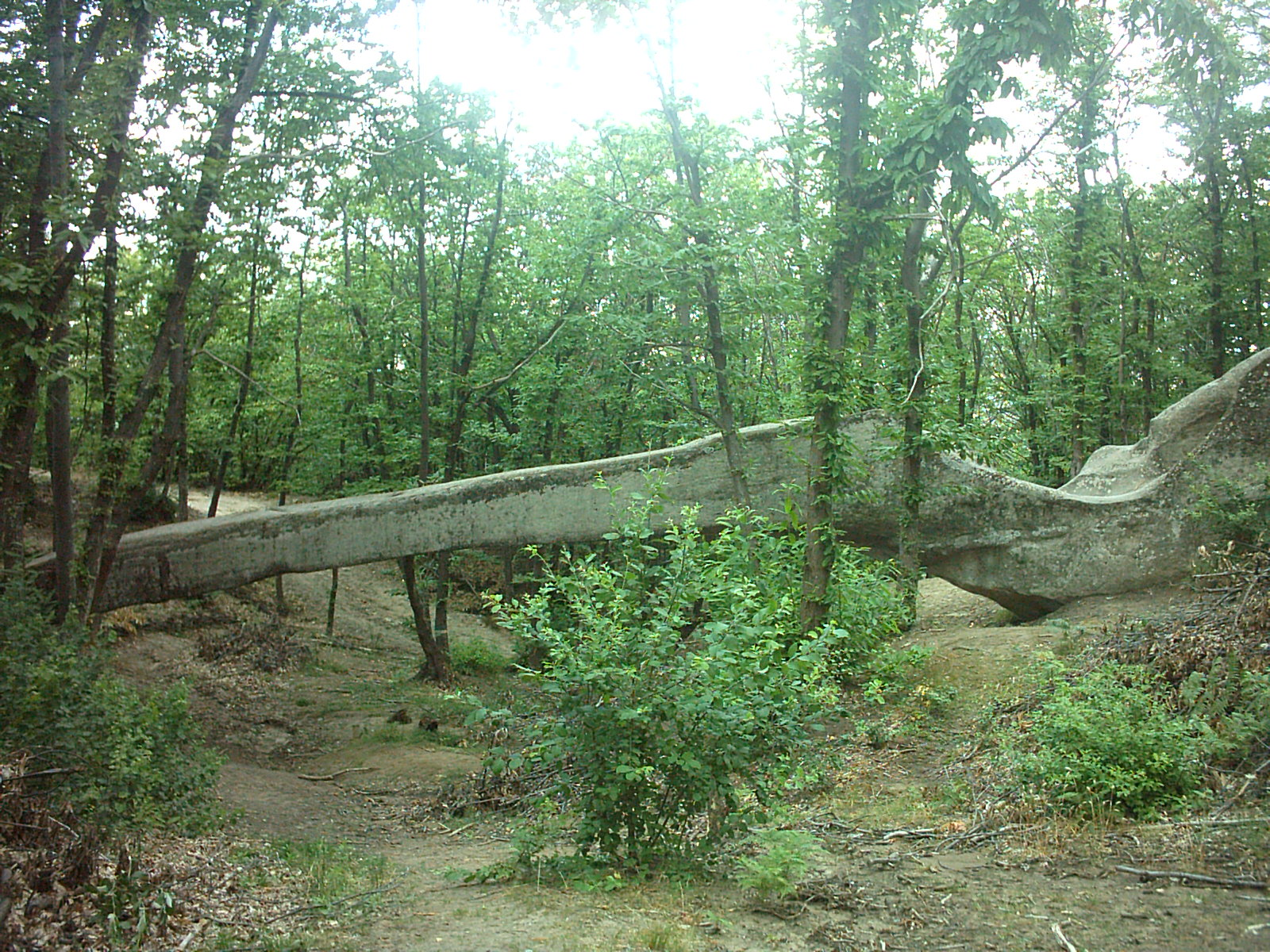
Ponte del diavolo (devil's bridge) o ponte Ercole (Ercole's bridge): a strange natural monolith shaped as a bridge